# Wincenty Hermanowski
Wincenty Hermanowski (ur. 3 kwietnia 1875, zm. 19 listopada 1947) – polski samorządowiec, prezydent Białegostoku (1928–1932), farmaceuta.

## Życiorys
7 września 1919 został wybrany do Rady Miejskiej Białegostoku pierwszej kadencji w wolnej Polsce. W latach 1928–1932 Prezydent Białegostoku.
Jako osoba zainteresowana sprawami oświaty, uczestniczył w 1927 roku w Warszawie w I Ogólnokrajowym Zjeździe Przedstawicieli Zrzeszeń Rodzicielskich, zorganizowanym przez Zjednoczenie Zrzeszeń Rodzicielskich w Polsce. Wyraził na nim stanowisko, że reformę wychowania moralnego młodzieży należy rozpocząć od prezentowania dobrego przykładu przez dorosłych. Podkreślił także, że konieczne jest uświadamianie sobie istniejących w społeczeństwie wad, m.in. niepunktualności, gadulstwa, braku obowiązkowości czy braku odwagi cywilnej. Był stanowczym przeciwnikiem hipokryzji występującej wśród rodziców, czego dał wyraz w swoim wystąpieniu:

My, rodzice, starsza generacja, powinniśmy walkę bezwzględną wypowiedzieć tym naszym kardynalnym, podstawowym wadom, reformę zaczynając od siebie. Dziś zaś niejednokrotnie na przykładzie naszym uczymy młodzież, jak iść wbrew tym zasadom, które głosimy i które ona wynosi ze szkoły. Niezdrowe zabawy, rozrywki w nas w pierwszym rzędzie powinny znaleźć wrogów. Mówimy, że zabawy młodzieży ciągną się długo, a sami, zbierając się późno, bawimy się do rana, a potem, zmęczeni, pracę swą źle wykonujemy, albo wogóle do tej pracy nie idziemy. Wytwarza się przez to brak poszanowania praworządności, tak w społeczeństwie, jak i wśród naszych władz. Zwłaszcza ludzie na wybitnych stanowiskach często bardzo zapominają o tem, że za nimi stoją ich podwładni, którzy biorą z nich przykład; ufni w swoją władzę, w swoją siłę materjalną czy w stanowisko, lekceważą tę praworządność. A kto ustanawia prawa, ten przedewszystkiem powinien je szanować.

Członek Związku Miast Polskich, prezes Koła Miast Województwa Białostockiego w 1932 roku.
21 lipca 1945 został posłem do Krajowej Rady Narodowej, pozostając bezpartyjnym. Był zgłoszony przez Wojewódzką Radę Narodową w Białymstoku, ale na jej wniosek został odwołany 26 kwietnia 1946.